# Serge Leroy
Serge Leroy (Parigi, 14 maggio 1931 – Parigi, 27 maggio 1993) è stato un regista e sceneggiatore francese.
Ha lavorato sia nel cinema che in televisione, come regista e sceneggiatore, e saltuariamente anche come attore.

## Filmografia parziale

### Regista e sceneggiatore
- Tre per una grande rapina (Le Mataf) (1973)
- Il sapore della paura ( La traque) (1975)
- Viaggio di paura (Les Passagers) (1977)
- Lo sconosciuto (Attention, les enfants regardent) (1978)
- Legittima difesa (Légitime violence) (1982)
- Ore 20 scandalo in diretta (Le 4ème pouvoir) (1985)
- Taxi de nuit (1993)

### Attore
- Tre per una grande rapina (Le Mataf), regia di Serge Leroy (1973) - non accreditato
- Le scénario défendu (1984) - film TV
- Alice Nevers - Professione giudice episodio Aux marches du palais (1993) - serie TV